# شموئيل روزنتال
شموئيل روزنتال (بالعبرية: שמואל רוזנטל‏) (مواليد 22 أبريل 1947) هو لاعب كرة قدم. يلعب مع منتخب إسرائيل لكرة القدم. سبق له أن لعب في كأس العالم لكرة القدم مع منتخب بلاده.

## روابط خارجية
- شموئيل روزنتال على موقع بيانات كرة القدم. دي إي (الألمانية)
- شموئيل روزنتال على موقع ناشيونال فوتبول تيمز (الإنجليزية)
- شموئيل روزنتال على موقع Soccerway.com (الإنجليزية)
- شموئيل روزنتال على موقع عالم كرة القدم.نت (الإنجليزية)
- شموئيل روزنتال على موقع أوليمبيديا (الإنجليزية)